# MEarth Project
Il MEarth Project è un osservatorio robotico statunitense, fondato dalla National Science Foundation. Il suo scopo è la ricerca dei transiti dei pianeti attorno stelle nane rosse. MEarth è composto da otto telescopi Ritchey-Chrétien da 40 cm f/9 in coppia con camere CCD da 2048x2048 situate al Fred Lawrence Whipple Observatory sul Monte Hopkins, Arizona, USA. Focalizzato sulle nane rosse, eventuali pianeti in transito bloccano una porzione maggiore di luce stellare rispetto ai transiti attorno a una stella simile al Sole. Ciò consente di rilevare pianeti più piccoli nonostante le limitazioni dovute alle osservazioni terrestri.

## Strumenti ed ottica
MEarth-Nord
Il sistema è composto da otto telescopi ottici RC Optical Systems da 40 cm (16 in) f / 9 Ritchey-Chrétien montati su supporti robotici Paramount abbinati a fotocamere commerciali con CCD  di risoluzione 2048 × 2048 pixel. RC Optical Systems è stato un produttore americano di telescopi e ottica di alta gamma anche per usi amatoriali specializzato in telescopi Ritchey-Chrétien con specchi iperbolici.
MEarth-Sud
È composto da otto telescopi aggiuntivi da 40 cm, ciascuno dotato di una telecamera CCD sensibile alla luce rossa e al vicino infrarosso. Il sistema osservativo è collocato presso l'osservatorio interamericano di Cerro Tololo, situato ad est di La Serena, in Cile.

## Ricerca e pianeti scoperti
- Gliese 1214 b, super terra distante circa 40 al.[4]
- LHS 1140 b, situato a 40 al, nel sistema stellare Lhs 1140[5].
- GJ1132 b, un pianeta terrestre roccioso caldo distante 39 al.[6]
- Oltre alla ricerca esoplanetaria sono state misurate direttamente le distanze per 1507 stelle nane di classe M vicine, fornendo le prime misurazioni geometriche per molte di queste stelle. Attraverso un ampio programma di spettroscopia nel vicino infrarosso è stata calcolata la metallicità per 447 nane M vicine nell'emisfero settentrionale.[7]